# Trogoblemma sericata
Trogoblemma sericata är en fjärilsart som beskrevs av William Schaus 1914. Trogoblemma sericata ingår i släktet Trogoblemma och familjen nattflyn. Inga underarter finns listade i Catalogue of Life.